# Fethard (Condado de Tipperary)
Fethard (Fiodh Ard em irlandês, significando em inglês “High Wood”, e “Madeira Alta” em português) é uma vila localizada no Condado de Tipperary, Irlanda ao leste de Cashel. Ela está situada a beira do Clashawley River onde as estradas regionais R692, R689 e R706 intersectam.
A vila é especialmente notória por ter sido fortemente fortificada e completamente cercada por muralhas como parte da política de Eduardo I de estabelecer burgos fortificados. As muralhas eram erguidas a uma altura de 25 pés e ainda podem ser vistas hoje. Grande parte dos circuitos sobreviveram, fazendo de Fethard o mais completo circuito medieval na Irlanda. Knockelly Castle, uma bem fortificada casa torre é uma das muitas construções históricas na área. A vila é também internacionalmente conhecida na indústria de corrida de cavalos thoroughbred como o lar de Coolmore Stud. Existe também inúmeros estábulos de treinamento de cavalos em Fethard, mais notoriamente o de Michael "Mouse" Morris, em Everardsgrange. O McCarthy's Hotel é um pub mundialmente famoso, conhecido como um local para encontrar celebridades, especialmente aquelas relacionadas com a indústria de corridas. Esse foi o lar de Dick McCarthy, um reputado jockey do começo do século XX que terminou em terceiro na corrida Grand National realizada em Aintree em 1929.
A população do local era de 1374 pessoas em 2006.